# Tällekullen, Ödeshögs kommun
Tällekullen, även stavat Tellekullen, är en by i Ödeshögs socken i Ödeshögs kommun i Östergötland. Tällekullen är en av de 19 byar som räknas till Stavabygden.
I byn har funnits en skola.
Skolbyggnaden och lärarbostaden ligger på samma plan, vilket överensstämmer med normalritningarnas ideal. Det finns i och för sig en liten lägenhet på vinden, men den ligger-över lärarbostaden på entréplanet så den och skolsalen störde inte varandra . Takhöjden är ungefär en meter lägre än normalritningarna och huset är inte byggt i en vinkel vilket i huvudsak rekommenderas.
Fasaden på Tällekullens skola har inga likheter med 1865 års normalritningar , annat än i val av material . Det är spröjsade fönster och locklistpanel på skolbyggnaden . Flera av planerna i normalritningarna har spröjsade fönster och panel, dock ej locklistpanel utan spontade panelbrädor, liggande upp till bröstningshöjd och däröver stående.

## Vägar
Länsväg E501 gick till Kulhult och Grimshult.

## Motionslopp på cykel
Ett motionslopp på cykel genom bygden erbjuder Vätternrundans klassiska service, som sträcker sig från Motala, via Vadstena, över Omberg, Ödeshög, Tällekullen, Rök, Skänninge, Fågelsta och till målet i Motala.